# Cruz (Ceará)
Cruz è un comune del Brasile nello Stato del Ceará, parte della mesoregione del Noroeste Cearense e della microregione di Litoral de Camocim e Acaraú.